# Adam Rodziński
Adam Rodziński (ur. 28 listopada 1920 w Grabnie, zm. 25 lutego 2014 w Rzeszowie) – filozof, etyk, antropolog, filozof kultury.

## Życiorys
Pochodził z rodziny nauczycieli. W 1939 r. ukończył III Państwowe Liceum i Gimnazjum im. Adama Mickiewicza w Tarnowie. W latach 1939–1944 pracował w kancelarii zakładów techniczno-dentystycznych. Od 1947 r., wraz z podjęciem studiów na Katolickim Uniwersytecie Lubelskim na kierunkach filologia polska i filozofia, jego życie związane było z Lublinem. Po uzyskaniu obu magisteriów w 1952 r. rozpoczął pracę jako asystent-stypendysta, wykładając etykę, a od 1960 również filozofię kultury. W 1956 r. otrzymał na Wydziale Filozofii KUL stopień doktora filozofii na podstawie dysertacji Sprawiedliwość chrześcijańska wobec problemu nierówności majątkowych w II i III wieku (Lublin 1961). W 1966 r. habilitował się na podstawie rozprawy U podstaw kultury moralnej. O genezie i podstawowej strukturze wartości moralnej naturalnej i wartościowania ściśle moralnego. Studium aksjologiczno-etyczne, której jednym z recenzentów był ks. Karol Wojtyła. Władze państwowe zatwierdziły habilitację dopiero 2 lata później. W 1968 r. został kierownikiem II Katedry Etyki, przemianowanej następnie na Katedrę Filozofii Kultury, strukturalnie przynależącej do Wydziału Filozofii, a następnie do Wydziału Nauk Społecznych KUL. W 1987 r. otrzymał tytuł naukowy profesora nadzwyczajnego. W roku akademickim 1976/1977 pełnił funkcję prodziekana WF, a w 1979/1990 dziekana. Katedrą kierował do momentu przejścia na emeryturę w 1996 r.

## Działalność naukowa i organizacyjna
Zainteresowania badawcze Rodzińskiego koncentrowały się na 4 dyscyplinach: antropologii filozoficznej, aksjologii, etyce i filozofii kultury. Można w nich odnaleźć wątki: tomizmu, j augustynizmu, fenomenologii, egzystencjalizmu chrześcijańskiego, kantyzmu oraz personalizmu społecznego.
Był członkiem zespołu redakcyjnego Roczników Filozoficznych (w latach 1962–1970 z ks. J. Majką i ks. Wojtyłą), Roczników Nauk Społecznych (1980), kwartalników Ethos i Zeszytów Naukowych KUL (1978-1986). W latach 1963–1968 pełnił funkcję sekretarza, a od 1974 r. przewodniczącego Wydziału Nauk Społecznych TN KUL. Od 1983 r. był członkiem Rady Naukowej Ośrodka Badań nad Myślą Jana Pawła II – Instytutu Jana Pawła II. Został odznaczony Złotym Krzyżem Zasługi.

## Publikacje (wybrane)
Książki
- Osoba i kultura (Warszawa 1985),
- Osoba, moralność, kultura (Lublin 1989),
- Na orbitach wartości (Lublin 1998).

Wybrane artykuły
- Wprowadzenie do zagadnień kultury (ZN KUL 4(1961), z. 4, s. 9–19),
- O integralną koncepcję kultury (RF 12(1964), z. 2, s. 89–100),
- Filozofia wartości a filozofia kultury (ZN KUL 8(1965), z. 4, s. 3–14),
- Naturalne płaszczyzny wartościowania moralnego w świetle filozofii personalistycznej (RF 14(1966), z. 2, s. 27–39),
- Wprowadzenie do etyki personalistycznej (Znak 19(1967), s. 1113–1120),
- Tomizm a personalizm (ZN KUL 12(1969), j z. 4, s. 21–30),
- Pojęcia i typy kultury (AK 75(1970), s. 191–200),
- Osoba wobec osoby (Roczniki Nauk Społecznych 3(1975), s. 77–84),
- Ku moralnej konsolidacji kultury (ZN KUL 23(1980), z. 4, s. 29–40),
- O prawie naturalnym (Chrześcijanin w Świecie 17(1985), z. 5, s. 50–53),
- Etyka – filozofią postępowania czy filozofią wartości moralnej? (STN KUL 24-25(1995-1996), s. 23–26),
- Cywilizacja miłości – owoc chrześcijańskiego uniwersalizmu (ZN KUL 39(1996), z. 1-2, s. 19–25),
- Wartość bycia osobą jako centrum świata wartości i wyznacznik epistemologicznego profilu etyki (Roczniki Nauk Społecznych 27 (1999), z. 1, s. 5–15).

Źródło: Roczniki Nauk Społecznych.